# The hallmarks of cancer

The Hallmarks of Cancer (que l'on peut traduire par « les capacités distinctives des cancers ») est un article scientifique majeur écrit par Douglas Hanahan et Robert Weinberg et publié en 2000 dans la revue scientifique Cell. Cet article est devenu le plus cité de la revue Cell.

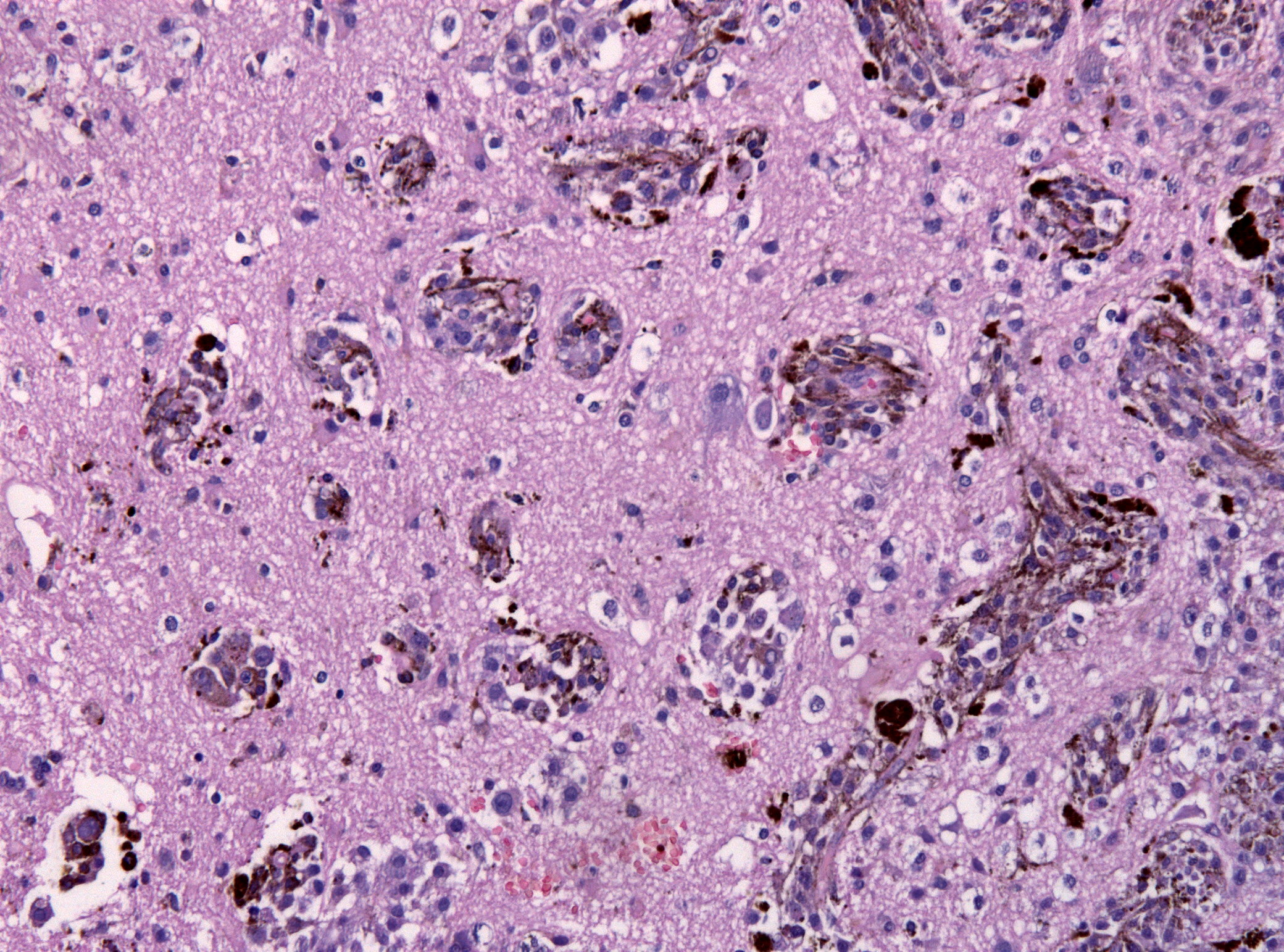
Échantillon d'une biopsie au bord d'une métastase cérébrale de mélanome montrant une infiltration étendue dans les structures adjacentes (coloration HE)

Selon les auteurs, les six capacités distinctives des cancers sont l'autosuffisance en signaux de croissance, l'insensibilité aux signaux inhibiteurs de la croissance, la capacité à éviter l'apoptose, la capacité de se répliquer indéfiniment, l'induction de l'angiogenèse et la capacité à former des métastases,.
En 2011, Douglas Hanahan et Robert Weinberg publient un nouvel article de synthèse sur les caractéristiques des cancers. Dans cet article, ils identifient deux capacités distinctives émergentes, la dérégulation du métabolisme énergétique cellulaire et la capacité à éviter une destruction par le système immunitaire,. Ils mettent aussi en évidence deux caractéristiques favorisant les cancers (mais qui ne sont pas qualifiées de capacités distinctives) ; il s'agit de l'inflammation favorisant les tumeurs ainsi que de l'instabilité et des mutations du génome,.